# Aditi Rao Hydari
Aditi Rao Hydari (Hyderabad, 28 ottobre 1986) è un'attrice indiana.
Ha debuttato come attrice nel film Prajapathi (2006), per poi recitare in numerose pellicole hindi tra cui Yeh Saali Zindagi (2011), Rockstar (2011), Murder 3 (2013), Wazir (2016) e Padmaavat (2018).
La sua prima interpretazione da protagonista è stata in Kaatru Veliyidai (2017), per il quale ha anche vinto un SIIMA Awards. Successivamente ha ricevuto una candidatura agli Filmfare Award come migliore attrice - Telugu per la sua interpretazione in Sammohanam (2018). Da allora ha recitato in diversi film tamil, telugu e malayalam come Chekka Chivantha Vaanam (2018), Sufiyum Sujatayum (2020), Maha Samudram (2021) e anche hindi come Ajeeb Daastaans (2021) e nella serie televisiva Jubilee (2023).

## Filmografia parziale

### Cinema
- La verità nascosta (La cara oculta), regia di Andrés Baiz (2011)
- Rockstar, regia di Imtiaz Ali (2011)
- Kaatru Veliyidai, regia di Mani Ratnam (2017)
- Padmaavat, regia di Sanjay Leela Bhansali (2018)